# Sully Erna
Salvatore Paul "Sully" Erna (Lawrence, Massachusetts, 7 de febrero de 1968) es un músico estadounidense, conocido por ser el vocalista, guitarrista, fundador y líder de la banda de nu metal Godsmack.

## Biografía

### Primeros años
Sully empezó a tocar la batería a los 3 años. Su padre, Salvatore Erna, era un trompetista y eso potenció las aptitudes musicales del joven Sully. Su abuelo era un músico muy famoso de Sicilia. A la edad de 11 años descubrió que le era muy fácil escuchar canciones e interpretarlas él solo. Deja las clases de música y empezó a interpretar canciones de Aerosmith y Led Zeppelin.

### Carrera musical
A los 14 años, Dave Vose fue su instructor. En 1993 forma una banda e hizo un disco que vendió 50.000 unidades. La banda se llamaba Strip Mind. Poco después la banda se autodesintegró. Estuvo también en la banda Meliah Rage, activa aun hoy, de batería en el álbum "Unfinished Business" y "The Fighting Cocks". Después forma una banda en llamada Godsmack que sería la que finalmente le lanza al estrellato.
En los conciertos de Godsmack toca la batería y los bongos. Él y Tommy Steart (primer batería) tuvieron una idea muy exitosa: la "Batalla de los Tambores", disponible solo en los conciertos. También toca la armónica en la canción "Shine Down" del disco IV. Hace poco se ha revelado que está trabajando en un disco en solitario con sonidos tribales y nativos americanos, alejándose así del rock duro y del sonido pesado de Godsmack. Piensa grabarlo en la primavera de 2008 y después volver al estudio con Godsmack.

## Religión
Sully Erna es un devoto de la Wicca, no lo oculta, pero su intención no es convertir a la gente. Su libro The Paths We Choose menciona este tema pero tampoco profundiza mucho en él.

## The Paths We Choose
Erna publica un libro autobiografico llamado The Paths We Choose el día de su cumpleaños, el 7 de febrero, en 2007. El libro abarca los 30 primeros años de su vida y acaba justo antes de entrar en Godsmack, que según él, fue el hecho más importante.

## Accidente de vehículo
El cantante sufre un accidente en su Hummer, en abril de 2007. Salió indemne pero una mujer que viajaba en la parte trasera del coche contra el que se estrelló estuvo en coma, pero se recuperó. Sully Erna mostró su arrepentimiento y no se separó de la mujer hasta que estuvo fuera de peligro. Las causas del accidente fueron que los coches implicados en un choque en cadena circulaban por una carretera secundaria de Massachusetts, con condiciones climatológicas adversas.

## Investigación sobre el caso de asesinato McGee
Erna estuvo envuelto en la investigación del asesinato de una mujer con la que mantenía un relación de amistad, pero finalmente fue declarado inocente, tras multitud de interrogatorios. Sully demostró que el día del asesinato se encontraba en otro lugar.